# Kraljica (2006.)
Kraljica (eng. The Queen) film je iz 2006. godine koji vjerno opisuje događaje nakon smrti Diane Spencer, princeze od Walesa. Film je bio nominiran za 6 Oscara, ali je osvojio samo jedan: dobila ga je Helen Mirren za najbolju glavnu žensku ulogu.

## Radnja
Nakon što Tonyja Blaira kraljica Elizabeta II. proglašava premijerom Ujednijenog kraljevstva iz Pariza stiže vijest o smrti Diane Spencer bivše supruge princa Charlesa. Veliki dio kraljevstva smatra da je Dianina smrt ono što su svi u kraljevskoj obitelji htjeli. Na kraju, Kraljica daje izjavu u kojoj kaže da joj je žao i stavlja zastavu na pola koplja. Film završava razgovorom kraljice s Tonyjem Blairom.

## Nagrade
- Osvojen Oscar (najbolja glavna glumica Helen Mirren) i 5 nominacija (najbolji film, režija, scenarij, glazba, kostimi)
- 2 osvojena Zlatna globusa (najbolja glavna glumica Helen Mirren, scenarij) i 2 nominacije (najbolji film, režija)
- 2 osvojene nagrade BAFTA (najbolja glavna glumica Helen Mirren, film)

## Vanjske poveznice
- Službena stranica (UK)  Arhivirana inačica izvorne stranice od 17. srpnja 2014. (Wayback Machine)
- Službena stranica (SAD)  Arhivirana inačica izvorne stranice od 29. ožujka 2008. (Wayback Machine)
- Kraljica u internetskoj bazi filmova IMDb-a
- Kraljica na Rotten Tomatoes
- Kraljica na itv.com